# Jean-Pierre Le Camus
Jean-Pierre Le Camus (Ginevra, 1700 – Ginevra, 1768) è stato un compositore e musicista svizzero.
È noto per la sua opera Les psaumes du roi et prophete David, mis en vers français revus et approuves par les pasteurs et professeurs de l'Eglise et de l'academie de Geneve. Mis en musique par Jean-Pierre Le Camus, citoyen de Genève (1764).